# Párizs–Strasbourg-vasútvonal
A Párizs–Strasbourg-vasútvonal egy 1435 mm-es nyomtávolságú, 502 km hosszú, 25 kV 50 Hzcel villamosított vasútvonal Franciaországban Párizs és Strasbourg között Châlons-en-Champagne és Nancy-n keresztül.
Hivatalosan a vonal nem a párizsi Gare de l'Est pályaudvaron kezdődik: az első 9 km-t Noisy-le-Sec-ig a Párizsból Mulhouse-ba tartó vasútvonallal osztja meg. A vasútvonalat több szakaszban nyitották meg 1849 és 1852 között. 2007-ben a Párizsból a lotaringiai Baudrecourt-ba tartó LGV Est nagysebességű vasútvonal megnyitása csökkentette a Párizs-Sarrebourg szakasz jelentőségét a személyforgalom szempontjából.
A vonatok legnagyobb engedélyezett sebessége 160 km/h.

## Története
A Párizs-Strasbourg vasútvonalat már 1833-ban megtervezték, útvonalát 1844-ben határozták meg. 1854-ben a Compagnie du chemin de fer de Paris à Strasbourg, amely a Chemins de fer de l'Est részévé vált, építette és üzemeltette. 1849-ben megnyitott első szakasza Párizsból Châlons-sur-Marne-ba vezetett. 1850-ben megépült egy Nancy és Frouard közötti vonal, valamint egy Châlons és Vitry-le-François közötti vonal. 1851-ben megépült a Vitry-le-François-tól Commercy-ig tartó vonal, valamint a Sarrebourg-tól Strasbourgig tartó vonal. Végül 1852-ben megnyitották a Commercy és Frouard, valamint a Nancy és Sarrebourg közötti szakaszokat is. Ezzel teljessé vált a vasútvonal.

## Forgalom

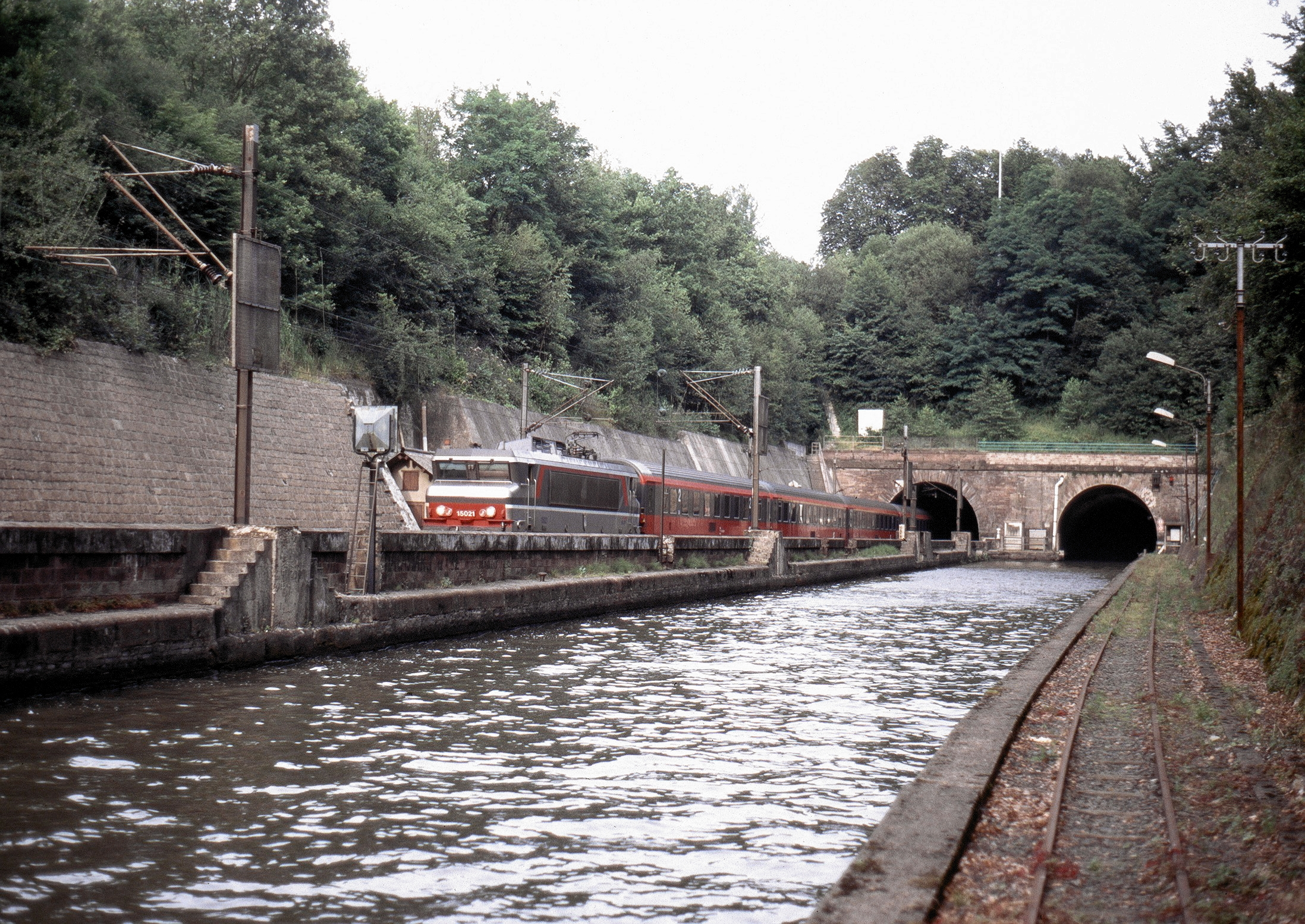
A vasútvonal Arzviller közelében

A vasútvonalon többféle vonatnem is közlekedik:
- A párizsi RER E járatai Párizs és Gare de Chelles - Gournay között;
- Transilien regionális vonatok Párizs és Château-Thierry között;
- A TER Champagne-Ardenne, a TER Lorraine és a TER Alsace járatai;
- ICE vonatok Párizs és München között, de ezt a vonalat csak Párizs és Vaires-sur-Marne, továbbá Sarrebourg és Strasbourg között veszik igénybe;
- TGV vonatok Párizs és München között, de ezt a vonalat csak Párizs és Vaires-sur-Marne, továbbá Sarrebourg és Strasbourg között veszik igénybe;
- TGV járatok Châlons-en-Champagne és Bar-le-Duc, Frouard és Nancy, továbbá Sarrebourg és Strasbourg között.